# Reserva nacional Ñuble
La reserva nacional Ñuble se encuentra en la precordillera andina, a 79 km de la ciudad de Chillán. Posee 75 078 ha, protegiendo una de las áreas de mayor diversidad biológica de Chile, resguardando especialmente al huemul, ciervo nativo de Chile y Argentina.

## Ubicación

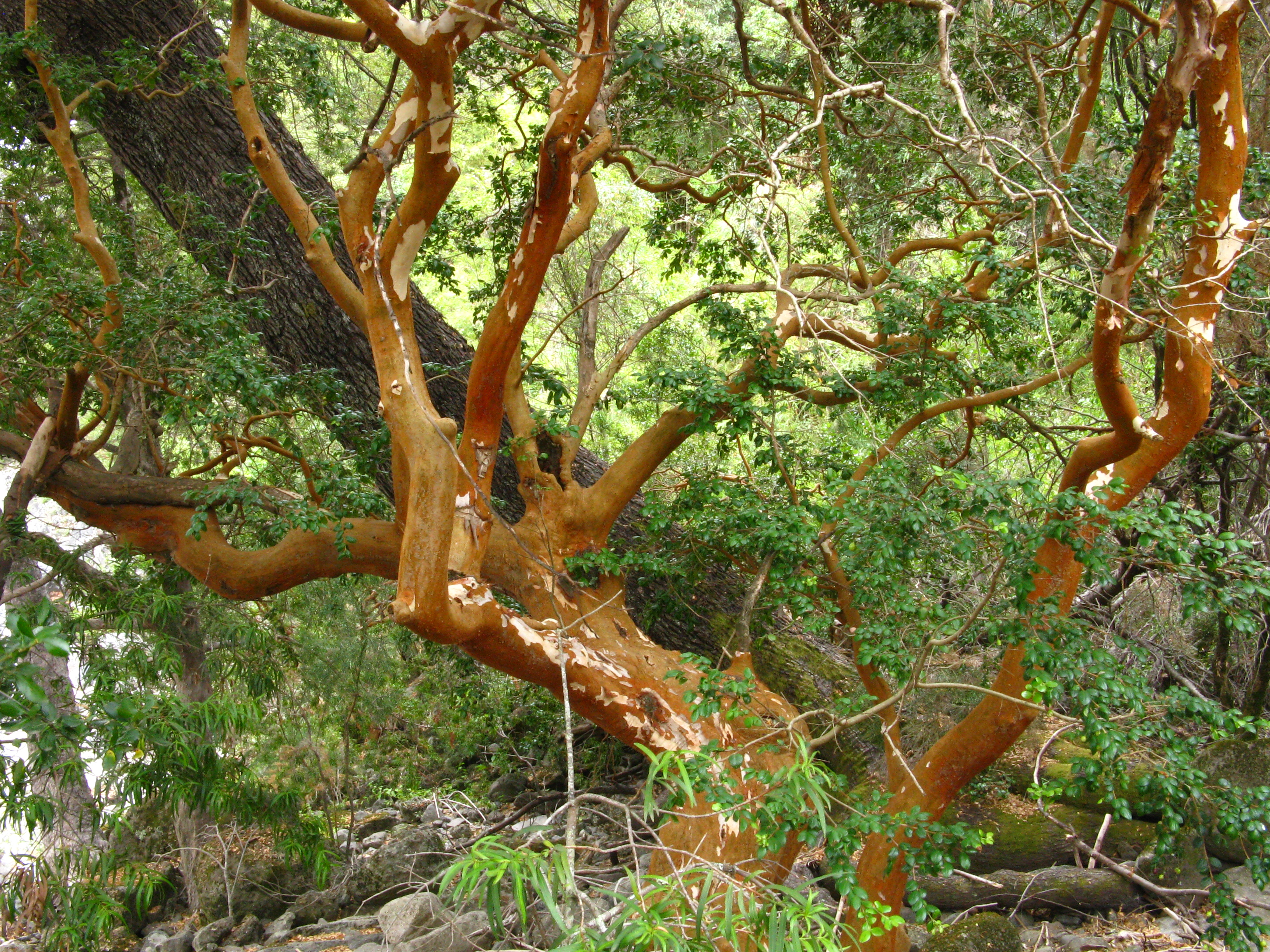
Arrayán rojo (Luma apiculata). Reserva de Ñuble, Región del Biobío, Chile

La Reserva Nacional Ñuble está ubicada entre la frontera sur de la comuna de Pinto, provincia de Diguillín de la Región del Ñuble y en la frontera norte de la comuna de Antuco, provincia del Biobío, en la Región del Biobío. Fue creada el 24 de noviembre de 1978.

## Atractivos
La reserva destaca por presentar el 12 % de la diversidad vegetal de Chile, destacando los bosques de lenga, ñirre, lleuque y ciprés de la cordillera.
Respecto a la fauna, destaca la presencia del huemul y puma, además del 14 % de las especies de aves descritas para Chile.

## Accesos
Por la ruta pavimentada a las termas de Chillán, en el km 57 se toma el desvío de la derecha, llamado "el corte".

## Visitantes
Esta reserva recibe una cantidad reducida de visitantes cada año.
| Año         | 2010 | 2011 | 2012 | 2013 | 2014 | 2015 | 2016 | 2017 | 2018 | 2019 | 2020 | 2021 | 2022 | 2023 | 2024 |
| ----------- | ---- | ---- | ---- | ---- | ---- | ---- | ---- | ---- | ---- | ---- | ---- | ---- | ---- | ---- | ---- |
| chilenos    | 1061 | 1339 | 1686 | 2052 | 3377 | 3616 | 4880 | 4074 | 5746 | 7224 | 6057 | 3351 | 4633 | 0    | 2289 |
| extranjeros | 15   | 38   | 36   | 22   | 38   | 55   | 16   | 38   | 13   | 0    | 0    | 0    | 0    | 0    | 0    |
| Total       | 1076 | 1377 | 1722 | 2074 | 3415 | 3671 | 4896 | 4112 | 5759 | 7224 | 6057 | 3351 | 4633 | 0    | 2289 |